# Stefano Odoardi
Stefano Odoardi (Pescara, 17 marzo 1967) è un regista, sceneggiatore e artista italiano.

## Biografia
Nato a Pescara, ha iniziato la sua carriera nelle arti visive, dedicandosi alla pittura e alle installazioni video, per poi concentrarsi prevalentemente sul cinema dal 1999, anno in cui si è trasferito nei Paesi Bassi, divenuti la sua patria adottiva artistica.
Ha conseguito un Master in Teatro e Arti Performative presso la DasArts di Amsterdam, dove ha avuto come docenti figure di rilievo nel campo cinematografico, artistico e teatrale, tra cui Peter Greenaway. Ha perfezionato i suoi studi cinematografici presso il Binger Film Lab di Amsterdam, venendo selezionato tra 12 registi internazionali per partecipare a corsi di regia, sceneggiatura e recitazione con tutor del cinema statunitense come [Judith Weston.
La critica internazionale ha dedicato attenzione al cinema di Stefano Odoardi. In Italia, tra gli altri, hanno scritto di lui Roberto Silvestri, Cristina Piccino, Leonardo Persia, Giona Nazzaro e Adriano Aprà.
Diverse retrospettive del suo lavoro sono state organizzate in festival come il New Horizons a Breslavia in Polonia, il Maggio Festeggiante di Teramo, dove ha ricevuto il premio per il cinema d'autore italiano, il Festival Contest nel cinema Aquila di Roma e l'ECI Cultuurfabriek di Roermond (Paesi Bassi).
I suoi film sono stati distribuiti in Italia e nei Paesi Bassi e presentati nei festival internazionali come l'International Film Festival Rotterdam, il Festival di San Paolo, il Festival di Shanghai, il Festival di Mumbai, il New Horizons Film Festival di Breslavia e il Jeonju International Film Festival, ottenendo premi e riconoscimenti da parte del pubblico e della critica. È stato candidato al Ciak d'oro per la migliore opera prima.
Il cinema di Stefano Odoardi è caratterizzato da una ricerca autoriale e originale. Come scrive Giona Nazzaro: "Stefano Odoardi è una delle figure più interessanti e appartate del nuovo cinema italiano. Autore di una filmografia corposa nella quale s'intrecciano, senza soluzione di continuità ma con straordinaria coerenza, formati, lunghezze e linguaggi diversificati, ha saputo muoversi con grande intuizione strategica al di fuori dei circuiti abituali del cinema italiano, lavorando soprattutto all'estero".
Nel 2006 ha diretto il suo primo lungometraggio intitolato Una ballata bianca, ispirato all’omonimo testo teatrale dello scrittore olandese Kees Roorda, che è stato anche co-sceneggiatore del film. Lo sviluppo della sceneggiatura è stato finanziato dal Dutch Film Fund. Il film è stato presentato in anteprima mondiale nel gennaio 2007 nella selezione ufficiale del 36º International Film Festival Rotterdam (Bright Future) ed è stato proiettato in diversi festival internazionali. È stato candidato al Ciak d'oro 2008. Nel settembre 2007, il film è stato distribuito nei Paesi Bassi dall'Eye Film Institute (precedentemente noto come Netherlands Film Museum) e nel dicembre dello stesso anno in Italia. Il film ha ricevuto il premio per il miglior film al Tiburon International Film Festival 2007 (San Francisco, USA), il premio speciale della giuria al Gallio Film Festival 2008 (Gallio, Italia) e il premio miglior film al Festival Respiri(ti) (Como).
Nello stesso anno ha realizzato Esilio della Bellezza, un'installazione permanente con 28 massi di pietra bianca della Maiella trasportati dall'Italia nei Paesi Bassi presso la fondazione c105, Grathem. Il progetto è stato successivamente presentato alla 52ª Biennale d'Arte di Venezia all'interno dei 100 giorni di conferenza permanente organizzati da Lucrezia De Domizio Durini.
Nel 2010 ha diretto Tunnel Vision, un mediometraggio per la televisione nazionale olandese VPRO, scritto da Sytske Kok e prodotto da Lemming Film. La prima proiezione del film si è svolta al Nederlands Film Festival di Utrecht, dove ha partecipato al concorso. Nel dicembre 2010 il film ha vinto il premio per la miglior regia al Sulmona Cinema Film Festival e nel 2011 il premio per il miglior film e il Kodak Short Film Award a Visioni Italiane (Bologna). Tunnel Vision è stato inserito nella selezione ufficiale del SXSW Film Festival di Austin, in Texas, del New Horizons Film Festival (Breslavia, Polonia) e di altri festival.
Nel 2009 ha iniziato a concepire il progetto artistico Mancanza, che attraverso l'idea di cinema "non scritto" esplora diversi linguaggi artistici come la performance, il disegno, gli acquerelli, la musica contemporanea, la poesia, la fotografia e le immagini in movimento. Seguendo la riflessione di Odoardi, "Mancanza è legato all'essere umano e al vuoto che cerca di colmare vivendo. Volevo collocarmi come artista in un contesto indefinito privandomi di punti di riferimento. Ho deciso quindi di muovermi solamente sulla base dell'intuizione e ricorrendo a tutte le limitazioni del dubbio, per poter creare un'opera di linguaggio".
Nel 2010 ha girato Mancanza-Studio. Il film ha ricevuto il "Work in Progress Award" al Jeonju International Film Festival 2009 (Corea del Sud). Il film è stato presentato in anteprima mondiale nel 2011 al New Horizons Film Festival.
Nel 2013 ha diretto il lungometraggio Mancanza-Inferno (prima parte della trilogia Mancanza), iniziando una solida collaborazione artistica con Angelique Cavallari, protagonista di ogni episodio della trilogia. Il film è stato presentato nel 2014 nella selezione ufficiale del 43º International Film Festival Rotterdam (Spectrum) ed è stato nella selezione ufficiale della Biennale Musica di Venezia 2014 e ha ottenuto il premio Codice Citra al Flaiano Film Festival di Pescara. Mancanza-Inferno è uscito nelle sale italiane nel novembre 2014.
Dal 2014 è direttore artistico del Festival Flic, l'Altro Cinema di Lanciano (Chieti). Nello stesso anno ha girato il cortometraggio La Pluie.
Nel 2015 ha girato la seconda parte della trilogia: Mancanza-Purgatorio. Il film è uscito in Italia nel novembre 2016 ed è stato inserito nel circuito Fuorinorma (La via neosperimentale del Cinema Italiano) creato dal critico Adriano Aprà, che lo ha presentato in diverse occasioni come spunto di riflessione sui nuovi linguaggi cinematografici. È stato definito dal critico Giona Nazzaro "uno degli oggetti più singolari della stagione". È uno dei 14 registi del cinema italiano invitati alla mostra
"Il Di/segno del Cinema Italiano" (Palazzo di città, Cagliari) con i disegni e gli acquerelli realizzati per il progetto Mancanza.
Nel 2016 è stato selezionato come artista in residenza a Roma presso il KNIR (Reale Istituto Neerlandese), dove ha ottenuto un riconoscimento accademico olandese per le arti.
Nel 2018 ha iniziato le riprese di Mancanza-Paradiso, terza parte della trilogia Mancanza, all'interno del Museo Van Gogh e del Rijksmuseum di Amsterdam. Nello stesso anno ha presentato le "Immagini Fotografiche" di Mancanza-Paradiso all'Istituto Italiano di Cultura di Amsterdam e nel 2020 l'ECI Cultuurfabriek (Roermond, Paesi Bassi) ha dedicato una mostra ai disegni, agli acquerelli e alle immagini fotografiche della trilogia Mancanza.
Nel 2019 ha girato il cortometraggio La Nuit.
Nel 2022 ha girato il lungometraggio Dark Matter, scritto insieme a Sytske Kok. Il film è uscito nelle sale italiane nel maggio 2023.
Nel 2023 ha curato la regia, la sceneggiatura e il montaggio del documentario Wall Dialogue Resistance, girato in diverse città europee, finanziato dalla Comunità Europea e presentato in diverse occasioni pubbliche in Europa.
Nel 2024 ha ultimato le riprese in Sardegna del suo nuovo film Storia di un Riscatto, sul rapimento Vinci da parte dell'Anonima Sequestri, di cui è autore della sceneggiatura e regista. Il film è stato selezionato nella sezione industry Visioni Incontra per work in progress al festival Visioni dal Mondo 2020, Milano. L'uscita nelle sale è prevista nel 2025.
Mancanza-Purgatorio è stato riscoperto e accolto a Parigi nel 2025 con una proiezione esclusiva all'interno dell'esposizione Flots.

## Filmografia

### Regista e sceneggiatore

#### Cortometraggi
- Nel nostro primo mondo (1998)[9]
- Ad occhi chiusi (1999)[9]
- L'ultima bobina (2000)[54]
- Storia di B (2000)[9]
- F***ing in the $tars (2001)
- La terra che non è (2001)[9]
- La terra nel cielo (2002)[9]
- Storie dal mondo (2003)
- Esilio della bellezza (2005)[9]
- Utopia concreta della terra (2005)[9]
- La Pluie (2014)[55]
- La Nuit (2020)[56]

#### Mediometraggi
- Tunnel Vision (2010)[57]
- Mancanza - Studio (2011)[34]

#### Lungometraggi
- Una ballata bianca (2007)[58]
- Mancanza - Inferno (2014)[59][60]
- Mancanza - Purgatorio (2016)[61]
- Dark Matter (2023)[62][63]
- Wall Dialogue Resistance (2023) - sceneggiatore, regista e montatore[64]
- Storia di un riscatto (2025)[65]

## Eventi e mostre

### Pittura, video, fotografia, installazioni e performance
- BASTA - ENOUGH ASSEZ (1998) - installazione video, Galleria Explorer di Pino Molica, Roma
- L'accesso proibito (1998) - video, Galleria Spazio Uno, Roma
- F***ing in the $tars (2000) - performance e video, Melkweg, Amsterdam e Galleria O301, Amsterdam[66]
- Utopia concreta della terra (2004) - video, Ipogeo dedicato a Harald Szeemann, Bolognano (PE) e Triennale, Milano
- Io e l'acqua (2006) - video, 52ª Biennale d'Arte di Venezia[67]
- Esilio della bellezza (2006) - installazione permanente, Fondazione c105, Grathem (Paesi Bassi), 52ª Biennale d'Arte di Venezia[68][69]
- Progetto Mancanza (2011) - pittura, poesia, video, Van Gogh Museum, Amsterdam[70]
- H. (2012) - performance, video, fotografia, Place à l'art performance, Parigi[71]
- Mostra personale (2012) - disegni, Galleria Atelier Oblik, Parigi[72]
- Joseph Beuys. Fondazione per la rinascita dell'agricoltura (2014) - video, Pescara[73]
- Mancanza-Inferno + Mancanza-Purgatorio (2016) - disegni, acquerelli, fotografia, Musei Civici - Palazzo Città, Cagliari[6]
- Mancanza-Purgatorio (2017) - acquerelli, fotografia, Spazio Boffetto, Milano[74]
- Tra la città e le cose (2018) - installazione video, Galleria Uso Magazzino, Pescara[75]
- Mancanza-Paradiso (2018) - immagini fotografiche e fotografie, Istituto Italiano di Cultura, Amsterdam[47]
- Mancanza-Inferno + Mancanza-Purgatorio + Mancanza-Paradiso (2019) - disegni, acquerelli, immagini fotografiche e fotografie, ECI Cultuurfabriek, Roermond (Paesi Bassi)[76]

## Premi e riconoscimenti
- 2005 - Esilio della bellezza: Premio Miglior Contributo Artistico, Festival Arcipelago (Roma, Italia)
- 2007 - Una ballata bianca: Miglior Film, Tiburon International Film Festival (San Francisco, USA)[20]
- 2008 - Una ballata bianca: Premio Speciale della Giuria, Gallio Film Festival (Gallio, Italia)[21]
- 2008 - Una ballata bianca: Premio Miglior Film, Festival Respiri(ti) (Como, Italia)[22]
- 2008 - Una ballata bianca: Nomination Ciak d'oro 2008 Miglior Opera Prima[17]
- 2009 - Mancanza-Studio: Work in Progress Award, Jeonju International Film Festival (Corea del Sud)[33]
- 2010 - Tunnel Vision: Miglior Regia, Sulmona Cinema Film Festival (Sulmona, Italia)[77]
- 2011 - Tunnel Vision: Miglior Film e Kodak Short Film Award, Visioni Italiane (Bologna, Italia)[78]
- 2014 - Mancanza-Inferno: Premio Codice Citra, Flaiano Film Festival (Pescara, Italia)[38]
- 2020 - La Nuit: Miglior Regia, Coach Film Festival (Toronto, Canada)[79]
- 2024 - Dark Matter: Candidato ai Premi David di Donatello[80]
- 2024 - Dark Matter: Nomination Miglior Regia, Vespertilio Award[81]